# سیارک ۲۹۵۶۸
سیارک ۲۹۵۶۸ (به انگلیسی: 29568 Gobbi-Belcredi، نامگذاری:1998FG16) بیست و نه هزار و پانصد و شصت و هشتمین سیارک کشف شده‌است که در ۲۵ مارس ۱۹۹۸ کشف شد.